# Galeichthys feliceps
Galeichthys feliceps es una especie de pez de la familia Ariidae en el orden de los Siluriformes.

## Morfología
Los machos pueden llegar alcanzar los 55 cm de longitud total.
Sus espinas son  venenosas y las heridas que producen deben ser tratadas inmediatamente.

## Alimentación
Come peces  y cangrejos.

## Depredadores
En Sudáfrica es depredado por  Elop machnata  ,  Argyrosomus hololepidotus   ,  Carcharhinus limbatus .

## Hábitat
Es un pez demersal y de clima subtropical.

## Distribución geográfica
Se encuentra desde el noroeste de Namibia hasta el Cabo de Buena Esperanza (Sudáfrica), desde Jefe Cod (Estados Unidos) hasta el Golfo de México, y desde Beira (Mozambique) hasta Transkei (Sudáfrica) y Madagascar.